# Augusta, Wisconsin
Augusta är en ort i Eau Claire County i delstaten Wisconsin, USA.